# Абрамович, Дина
Дина Абрамович (1909 г. — 3 апреля 2000 г.) — научный библиотекарь Исследовательского института идиша (YIVO), эксперт по языку идиш.

## Биография
Дина Абрамович родилась в Вильнюсе, в то время находившемся в составе Российской империи. Её родители были учителями. Хотя её первым языком был русский, когда немцы оккупировали Вильнюс во время Первой мировой войны, они разрешили евреям основывать свои школы, и родители Абрамович отправили её в начальную и среднюю школу с языком обучения идиш. Во время учебы в университете она изучала польскую литературу.
В 1936 году Абрамович окончила Вильнюсский университет Стефана Батори по гуманитарной специальности.
Её первая работа была в детской библиотеке в Вильнюсе, Kinderbibliotek. Вскоре после основания она присоединилась к Исследовательскому институту идиша.
Во время Второй мировой войны евреев Вильнюса отправляли в гетто. Библиотекарь Герман Крук организовал библиотеку и попросил Абрамович пополнить её.
«Как мы можем думать о библиотеке в этих условиях, и кто будет читать там книги?» — она вспомнила, как спрашивала коллегу-библиотекаря.
«Поскольку с этой абсурдной ситуацией ничего нельзя было поделать, какой толк говорить и гадать?» — был ответ. В течение первого года библиотека гетто выдала читателям 100 000 книг, в основном эскапистских художественных произведений, чтобы облегчить страдания жителей гетто.
Вильнюсское гетто было ликвидировано в 1943 году. Мать Абрамович была отправлена в Треблинку, где она была убита. Абрамович должна была быть отправлена в трудовой лагерь, но когда дверь вагона поезда открылась на перроне Вильнюса, она вышла незамеченной и сбежала. Позднее она работала в лагере по пошиву зимних курток для немецкой армии. Дина сбежала в лес и присоединилась к бойцам еврейского сопротивления в качестве помощницы медсестры.
После войны она перебралась в Нью-Йорк, где воссоединилась со своим отцом, переехавшим туда до войны. Там она встретила Макса Вайнрайха, одного из основателей YIVO, и вместе они работали над воссозданием YIVO.
В 1947 году Абрамович была назначена помощником библиотекаря в YIVO.
В 1953 году Абрамович получила степень магистра естественных наук в Школе библиотечного дела Колумбийского университета.
В 1962 году она стала главным библиотекарем YIVO и занимала эту должность до 1987 года. Когда её назначили научным библиотекарем, она занимала эту должность до самой смерти.
Люди вспоминали, что Дина Абрамович обладала феноменальной памятью и была авторитетным экспертом по идишской культуре Восточной Европы.
После ее смерти YIVO учредила стипендию для молодых ученых Дины Абрамович для постдокторских исследований в области восточноевропейских еврейских исследований.

## Награды
- Премия доктора Хаима Житловского, 1987, Yiddisher Kultur Farband[6].
- Премия доктора Берла Фримера за достижения в области культуры, 1992, Конгресс еврейской культуры.
- Премия Леонарда Вертхаймера за мультикультурные услуги публичной библиотеки, 1994, Ассоциация публичных библиотек Американской библиотечной ассоциации.

## Публикации

### Библиографии
- - Yiddish literature in English translation; books published 1945—1967. New York: Yivo Institute for Jewish Research, 1967.
  - Yiddish literature in English translation : list of books in print. New York : Yivo Institute for Jewish Research, 1976. ISBN 0914512366
  - «Die Bibliothek im Wilnaer Ghetto, 1941—1943» in: Bücher und Bibliotheken in Ghettos und Lagern (1933—1945). Kleine historische Reihe der Zeitschrift Laurentius, Band 3. Hannover: Laurentius, 1991.

### Главы книги
- «Библиотека в Виленском гетто» в: Холокост и книга: разрушение и сохранение, под редакцией Джонатана Роуза. Амхерст, Массачусетс: Университет Массачусетса, 2001. ISBN 9781558496439

### Материалы конференций
- Хранители трагического наследия: воспоминания и наблюдения очевидца. Нью-Йорк: Национальный фонд еврейской культуры / Совет архивов и исследовательских библиотек по иудаике, 1999.

### Энциклопедические статьи
- «Di Geto-Biblyotek in Vilne» [The ghetto library of Vilna]. In Lite (Lithuania). Vol. 1, edited by Mendel Sudarsky, Uriah Katzenelenbogen, and J. Kissin (1951), cols. 1671—1678.

### Журнальные статьи
- - «Ethnic Survival in the New World: Yiddish Juvenilia.» Wilson Library Bulletin 50, no. 2 (1975): 138—145.
  - «The World of My Parents: Reminiscences.» YIVO Annual 23 (1996): 105—157.
  - «The YIVO Library.» Jewish Book Annual 24 (1967—1968): 87-102.
  - «Yom Kippur, 1941—1945: Memories of the Vilna Ghetto.» Jewish Frontier 14, no. 1 (1947): 18-22.